# Gustav Kulenkampff (Komponist)
Gustav Kulenkampff (* 11. August 1849 in Bremen; † 10. Februar 1921 in Berlin) war ein deutscher Komponist, Dirigent und Musikpädagoge.

## Biografie
Kulenkampffs stammte aus der Kaufmannsfamilie Kulenkampff. Sein Vater war Johann Kulenkampff. Gustavs Bruder war Julius Kulenkampff. Gustav war zunächst als Kaufmann tätig. Er war jedoch bald ein Schüler Carl Martin Reinthalers in Bremen. Von 1879 bis 1882 studierte er an der königlichen Hochschule in Berlin bei Woldemar Bargiel und Karl Heinrich Barth. Hier gründete er auch einen Frauenchor. Er war ab 1892 mehrere Jahre Direktor des Schwantzerschen Konservatoriums. In den 1880er Jahren erlangte er eine erste Bekanntheit durch die Komposition diverser Vokalwerke, unter anderem für Frauenchor. Seine erste Oper Der Page wurde am 24. Januar 1890 in Bremen uraufgeführt und fand lebhaften Beifall. In seiner Heimatstadt kam es zuvor schon zu Aufführungen seiner Kompositionen. Es folgte am 3. April 1892 die Uraufführung der Oper Der Mohrenfürst in Magdeburg, dieses Mal mit nur geringem Erfolg. Der Rezensent in Signale für die musikalische Welt gab dem schwachen Libretto die Schuld. Die Braut von Cypern brachte es neben der Uraufführung in Schwerin auch zu Aufführungen in Bremen und Kassel. Danach folgten noch am 31. Dezember 1899 die Märchenoper König Drosselbart und 1903 die Oper Annemarei. 1904 war er erster er erster Kassierer des Deutschen Musikpädagogischen Verbandes. 1905 erhielt er den Titel Königlicher Professor. Kulenkampff war lange Jahre Vorsitzender des Deutschen Musikpädagogischen Verbandes. Des Weiteren war er Vorsitzender der Philharmonischen Gesellschaft Potsdam und leitete dort diverse Konzerte.

## Werke (Auswahl)

### Opern
- Der Page. Komische Oper in einem Akt,  Libretto: Julius Kulenkampff, uraufgeführt in Bremen am 24. Januar 1890[2], Textbuch publiziert bei Maximilian Nössler in Bremen OCLC 838100586 Die Oper spielt Ende des 18. Jahrhunderts.

- Der Mohrenfürst. Komische Oper in drei Akten nach einem älteren Lustspiel von Konrad Gans zu Putlitz, uraufgeführt in Magdeburg am 3. April 1892 OCLC 755001572
- Die Braut von Cypern. Oper in drei Akten, op. 16  Libretto nach der gleichnamigen Novelle von Paul Heyse von Konrad zu Putlitz, uraufgeführt in Schwerin, 1897[5] Weitere Aufführungen erlebte sie 1898 in Bremen und Kassel.[6] OCLC 889980394
- König Drosselbart. Märchenoper in drei Akten, op. 19. Libretto: Axel Delmar. Die Oper wurde unter der Leitung von Karl Muck in Berlin am 31. Dezember 1899  uraufgeführt.[7][8][9]OCLC 314318587[Digitalisat 1]
- Anneamarei, Oper in drei Akten, op. 21,  Libretto: Axel Delmar, uraufgeführt 1903 OCLC 755001649 Die Handlung der Oper spielt in Pommern um das Jahr 1475 zu Zeiten der Regierung Herzog Bogislaws X., des Grossen von Pommern.

### Sonstige Vokalwerke
- Fünf Duette für zwei Singstimmen aus dem Liederzyklus Liebesleben von Hoffmann von Fallersleben mit Begleitung des Pianoforte op. 9. I Alles Wasser geht zum Meere OCLC 916415480 II Welche Öde, welch ein Bangen OCLC 916415490 III Wenn alles schläft in stiller Nacht OCLC 916415497 IV Zum Frühling sprach ich: weile, weile! OCLC 916415278 V Nachtigallen schwingen lustig ihr Gefieder OCLC 916415341. Gedruckt bei Meinhardt in Bremen, 1889.
- Sieben Gesänge op. 20 OCLC 8677403
- Acht Lieder im Volkston mit Begleitung des Pianoforte op. 22 I Müller’s Abschied II Liebeswünsche III Spinnenlied IV Altes Liebeslied V Kurze Weile VI Schlaflied VII Liebessehnsucht VIII Wehmut. Publiziert im Verlag C.F.Kahnt Nachfolger, Leipzig, 1905
- Die Vestalin, Ballade für eine Mittelstimme mit Orchester oder Klavier op. 24 Text: Felix Dahn, Verlegt beim Verlag Raabe & Plothow, 1909
- Psalm 126, Vers 5–6 für Frauenchor mit Sopransolo[3] OCLC 314318587

## Rezeption
Gustav Kulenkampff wurde vor allem wegen seiner musikpädagogischen Leistungen geschätzt. In einem Nachruf in Signale für die musikalische Welt vom 23. Februar 1921 wird er als edler, allzeit hilfsbereiter Mensch beschrieben, als ideal schaffenden Musiker und unermüdlicher Vorkämpfer für die soziale und fachliche Hebung des Standes der Musikpädagogen. Karl Westermayer stellt ihn neben Engelbert Humperdinck, Hans Huber und Camille Saint-Saëns als die bekannten Komponistennamen, die sich unter den Toten des Jahres 1921 befinden.

## Digitalisate
1. ↑  König Drosselbart. als Digitalisat in der Library of Congress